# 高田坦史
高田 坦史（たかだ ひろし、1946年12月22日 - ）は、日本の実業家。トヨタアドミニスタ代表取締役会長を経て、民間人初の中小企業基盤整備機構理事長や、全日本シーエム放送連盟理事長を務めた。

## 人物・経歴
静岡県出身。1959年静岡市立東中学校入学。1965年静岡県立静岡高等学校卒業。1969年神戸大学経済学部卒業、トヨタ自動車販売（現トヨタ自動車）入社。国内企画部室長を経て、1995年宣伝部長。2001年には佐々木眞一、金田新、小野博信、白井芳夫、井川正治らとともに、取締役に昇格。
2003年トヨタ自動車常務役員。2005年トヨタ自動車専務取締役。2009年トヨタアドミニスタ代表取締役会長、トヨタ名古屋教育センター取締役会長、トヨタマーケティングジャパン代表取締役社長、トヨタモーターセールス&マーケティング代表取締役社長。
2012年から民間人初の中小企業基盤整備機構理事長を務め、改革を進めた。2013年全日本シーエム放送連盟理事長。
2019年日本中小企業経営支援専門家協会理事長。2020年中部電力監査役、ブロードリーフ取締役。同年トヨタグループでの広告活動が評価され、全日本広告連盟吉田賞を受賞した。
2024年東京アスレティッククラブ本店クラブ顧問。